# William Whipple
William Whipple (Kittery, 14 gennaio 1730 – New Hampshire, 28 novembre 1785) è stato un militare e politico statunitense, padre fondatore degli Stati Uniti, delegato al Congresso continentale per il New Hampshire dal 1776 al 1779 e firmatario della Dichiarazione d'indipendenza.
Fu sia capitano navale che commerciante, e studiò all'università per diventare giudice.

## Biografia ed istruzione
Whipple nacque a Kittery, nella provincia della baia del Massachusetts, oggi nel Maine, nella William Whipple House; il padre fu il capitano William Whipple senior e la madre fu Mary Cutt. Fu istruito alla scuola pubblica fino a quando salpò per il mare, dove divenne capitano d'imbarcazione all'età di 21 anni. Sposò la prima cugina Catherine Moffat nel 1767, e si trasferirono nella Moffatt-Ladd House in Market Street, a Portsmouth, nel 1769. Il loro figlio WIlliam Whipple III morì durante l'infanzia. Whipple fu discendente di Samuel Appleton, uno dei primi coloni di Ipswich.
Whipple si conquistò la propria fortuna partecipando ai commerci triangolari tra l'America settentrionale, le Indie occidentali e l'Africa, commerciando in legname, rum e schiavi. Si stabilì come mercante a Portsmouth nel 1759, lavorando insieme al fratello Joseph.

## Carriera politica

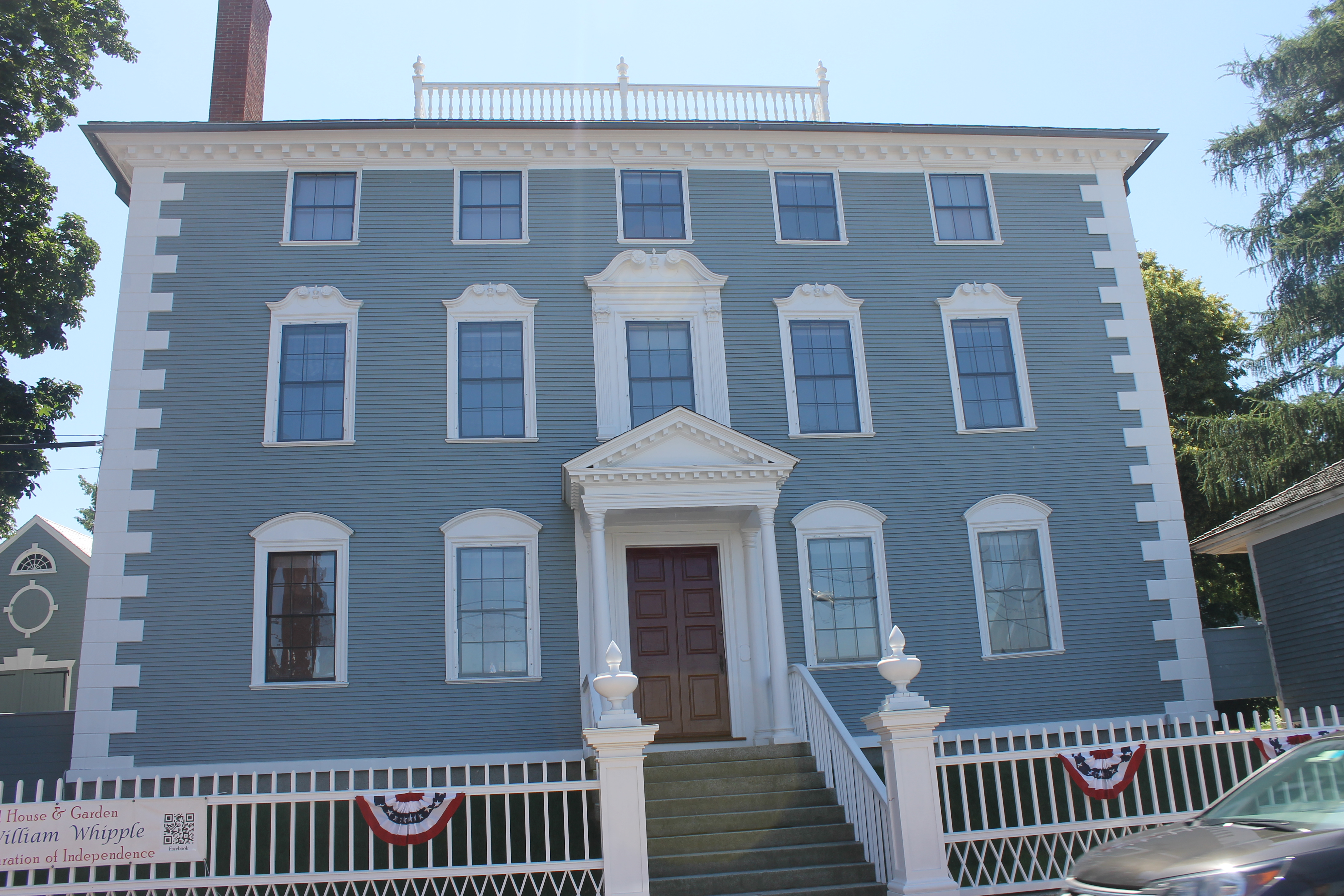
La Moffatt-Ladd House, casa di William Whipple a Portsmouth (New Hampshire)

Nel 1775 il New Hampshire sciolse il governo britannico e organizzò una Camera dei rappresentanti ed un Consiglio esecutivo conosciuti collettivamente come Congresso provinciale, in cui Whipple venne eletto per rappresentare Portsmouth. Divenne membro del Comitato di Sicurezza e fu poi eletto al Congresso continentale, firmando la Dichiarazione di indipendenza degli Stati Uniti d'America; era inoltre il cugino di secondo grado di un altro firmatario, Stephen Hopkins. Nel gennaio 1776 Whipple scrisse al collega firmatario Josiah Bartlett riguardo all'imminente convenzione:

Declaration of Independence di John Trumbull (1818); Whipple è rappresentato seduto, il secondo da sinistea; vicino al delegato Josiah Bartlett, anche lui del New Hampshire.

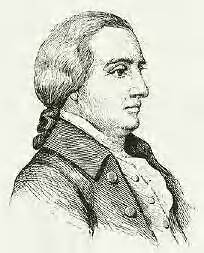
William Whipple

Whipple liberò il suo schiavo, Prince Whipple, credendo che nessun uomo potesse lottare per la libertà mentre ne deteneva un altro in catene. Scrisse:

## Carriera militare
Il Congresso provinciale del New Hampshire diede il primo incarico a Whipple nel 1777. Nella campagna di Saratoga comandò una brigata di quattro reggimenti della milizia; fu al comando del reggimento di Bellow, di Chase, di moore e di Welch. A seguito della loro condotta meritoria alla battaglia di Saratoga, Whipple e il colonnello James Wilkinson vennero scelti dal generale Horatio Gates per concordare i termini di capitolazione con i due rappresentanti del generale John Burgoyne. Whipple firmò poi la Convenzione di Saratoga, che portò alla resa effettiva del generale Burgoyne e delle sue truppe.
Whipple fu poi incaricato insieme ad altri ufficiali di scortare Burgoyne ed il suo esercito fino a Winter Hill, in Massachusetts. Whipple comunicò la notizia della vittoria a Saratoga al capitalo John Paul Jones, che informò Benjamin Franklin, che si trovava a Parigi. La comunicazione della vittoria fu utile a Franklin nel corso delle trattative di alleanza con i francesi. Nel 1778 Whipple seguò il suo ufficiale comandante, John Sullivan, nella battaglia di Rhode Island, dove comandò il reggimento di Evans, di Peabody e la cavalleria leggera di Langdon. Dopo che il generale Sullivan ebbe ordinato la ritirata, Whipple ed altri ufficiali risiedettero in una abitazione presso il campo di battaglia; il nemico in avvicinamento sparò con un cannone da campagna da una distanza di circa 1,2 km. Il colpo trapassò un cavallo legato fuori dalla casa e ferì gravemente uno dei maggiori di brigata di Whipple alla gamba, che poi richiese una amputazione.

## Morte

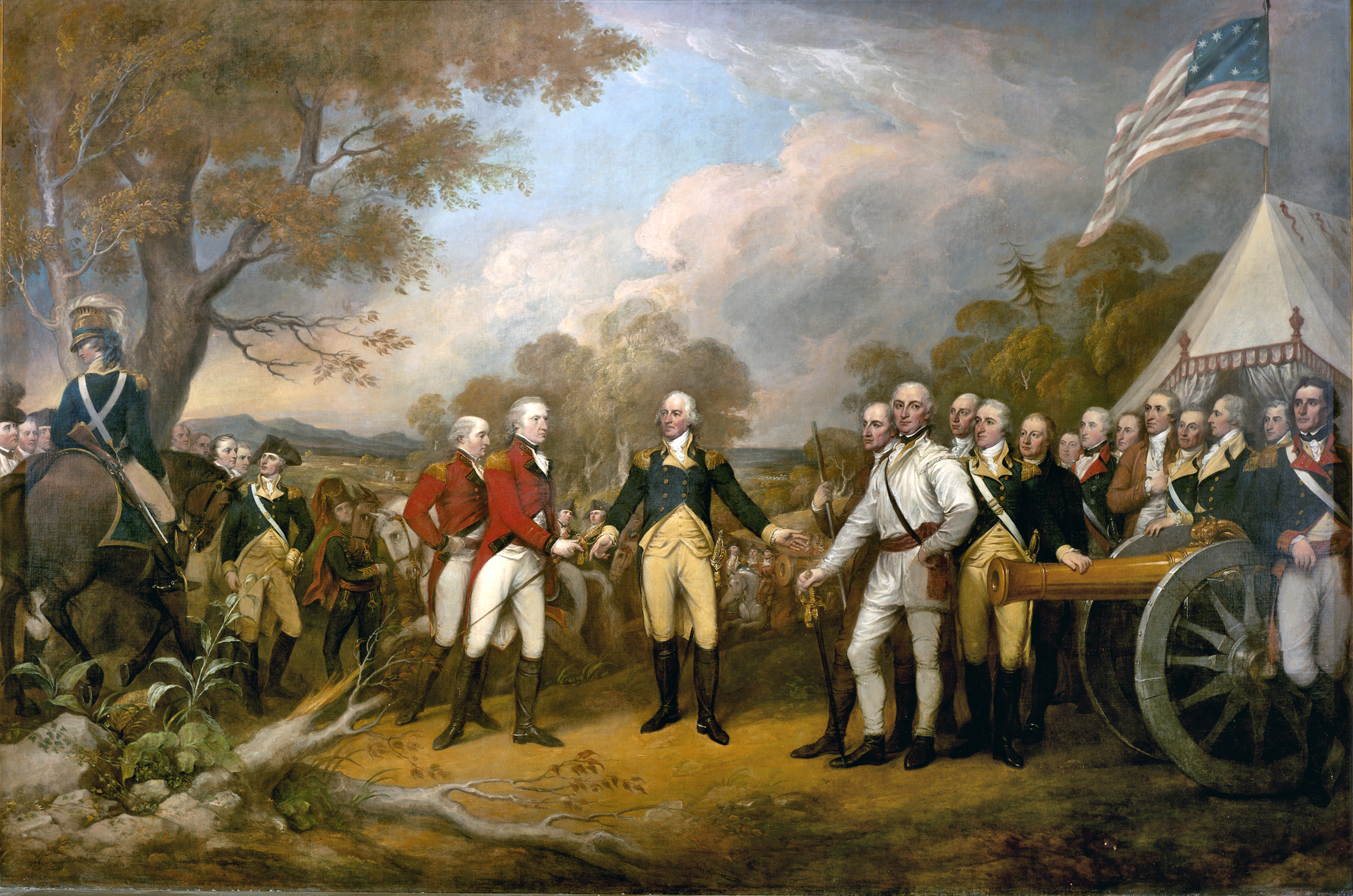
La Resa del generale Burgoyne di John Trumbull (1821); Whipple è il quinto sulla destra, in piedi di fianco al generale John Glover

Dopo la guerra Whipple divenne giudice della Corte Suprema del New Hampshire; il 28 novembre 1785 ebbe un disturbo cardiaco e morì dopo essere svenuto da dorso di cavallo mentre si dirigeva al proprio tribunale. Fu sepolto in quello che oggi è il Cimitero Nord a Portsmouth, in New Hampshire. La sua lapide fu sostituita con un nuovo memoriale nel 1976, in occasione del bicentenario degli Stati Uniti.